# Code civil (Grèce)
Pour les articles homonymes, voir Code civil.
 (novembre 2024).
La mise en forme du texte ne suit pas les recommandations de Wikipédia : il faut le « wikifier ».
Les points d'amélioration suivants sont les cas les plus fréquents :
- Les titres sont pré-formatés par le logiciel. Ils ne sont ni en capitales, ni en gras.
- Le texte ne doit pas être écrit en capitales (les noms de famille non plus), ni en gras, ni en italique, ni en « petit »…
- Le gras n'est utilisé que pour surligner le titre de l'article dans l'introduction, une seule fois.
- L'italique est rarement utilisé : mots en langue étrangère, titres d'œuvres, noms de bateaux, etc.
- Les citations ne sont pas en italique mais en corps de texte normal. Elles sont entourées par des guillemets français : « et ».
- Les listes à puces sont à éviter, des paragraphes rédigés étant largement préférés. Les tableaux sont à réserver à la présentation de données structurées (résultats, etc.).
- Les appels de note de bas de page (petits chiffres en exposant, introduits par l'outil «  Source ») sont à placer entre la fin de phrase et le point final[comme ça].
- Les liens internes (vers d'autres articles de Wikipédia) sont à choisir avec parcimonie. Créez des liens vers des articles approfondissant le sujet. Les termes génériques sans rapport avec le sujet sont à éviter, ainsi que les répétitions de liens vers un même terme.
- Les liens externes sont à placer uniquement dans une section « Liens externes », à la fin de l'article. Ces liens sont à choisir avec parcimonie suivant les règles définies. Si un lien sert de source à l'article, son insertion dans le texte est à faire par les notes de bas de page.
- La présentation des références doit suivre les conventions bibliographiques. Il est recommandé d'utiliser les modèles {{Ouvrage}}, {{Chapitre}}, {{Article}}, {{Lien web}} et/ou {{Bibliographie}}. Le mode d'édition visuel peut mettre en forme automatiquement les références.
- Insérer une infobox (cadre d'informations à droite) n'est pas obligatoire pour parachever la mise en page.

Pour une aide détaillée, merci de consulter Aide:Wikification.
Si vous pensez que ces points ont été résolus, vous pouvez retirer ce bandeau et améliorer la mise en forme d'un autre article.
Le Code Civil hellénique (en grec moderne : Ελληνικός Αστικός Κώδικας, abrégé A. K.) est le code juridique qui regroupe l'ensemble des lois relatives au droit hellénique. Ses règles sont compilés dans cinq livres : les principes généraux du droit (I), le droit des contrats (II), les droits de propriété (III), les relations familiales (IV) et les règles successorales (V). La version actuelle date du 23 février 1946 en application de la loi de 1940 prévoyant une modernisation et une unification des textes préexistants.
Un Code Civil provisoire est adopté par l'Assemblée nationale provisoire durant la guerre d'indépendance le 13 avril 1823 et entré en vigueur le 1er juillet suivant sous le nom d'Apanthisma (Απάνθισμα των Εγκληματικών), pour une durée de onze ans. Il comprend trois parties (crimes contre la sécurité commune, la sécurité des personnes et les biens), 19 chapitres et 87 articles. La Loi est alors inspirée en partie du Des délits et des peines du juriste italien Beccaria et des principes révolutionnaires français, ainsi que des principes juridiques hérités du droit byzantin. Lorsque l'indépendance du royaume de Grèce est reconnue en 1830, le gouvernement de la Régence reconnaît par décret du 7 mars 1835 la validité des lois byzantines compilées dans l' Hexabible qui deviennent les lois civiles du pays ; les tentatives ultérieures de codifier et moderniser les lois civiles n'aboutirent qu'en 1940, la Seconde Guerre mondiale et l'occupation de la Grèce retardant la parution d'un nouveau code le 23 février 1946.

## Historique

### Apanthisma(1823)
Entre 1453 et 1821, la Grèce est partie intégrante de l'Empire ottoman dont le cadre juridique communautaire permet la continuité de l'application du droit byzantin sur les sujets grecs orthodoxes : c'est une compilation du droit byzantin, l'Hexabible du juriste thessalonicien du XIVe siècle Constantin Harménopoulos qui est appliquée par l'Église orthodoxe grecque.
Lorsque la Grèce proclame son indépendance le 25 mars 1821, l'Assemblée nationale provisoire réunie à Épidaure adopta une première disposition visant à instituer des tribunaux grecs appliquant provisoirement le droit byzantin en attendant que soit élaborée des codes civil, pénal et commercial. La Constitution provisoire adoptée par l'Assemblée disposait qu' « après la formation de l'ensemble du corps judiciaire, aucun des habitants de la Grèce ne pourra être arrêté pour crime sans l'ordre du juge compétent, à moins qu'il ne soit surpris en cas de flagrant délit. » Lors de la deuxième session de l'Assemblée réunie à Astros en 1823, une commission est nommée le 1er avril pour rédiger un code civil. La commission comptait neuf membres et avait pour but « d'exposer les principaux criminels de la conscription, réduits par les lois des derniers empereurs byzantins, et de se soumettre aux critiques de cette Assemblée ». Certaines personnalités politiques et surtout intellectuelles importantes participaient à la commission, mais aucun de ses membres n'était avocat. Parmi elles, cinq ecclésiastiques (dont Néophytos Metaxas, évêque d'Atalánti et plus tard métropolite d'Athènes, un clerc et figure des Lumières néohelléniques Benjamin de Lesbos, et le moine et géographe Grigórios Konstantás) et quatre hommes politiques (le ministre des Finances du gouvernement provisoire Panoútsos Notarás et le jeune député de Patras Ioannis Zaimis). La commission était ainsi placée sous le signe de l'influence de l'Église orthodoxe qui voulait que la loi s'inspirât de la morale chrétienne.
La Constitution d'Épidaure est révisée le 13 avril suivant en y intégrant le renforcement des garanties procédurales (« Nul ne peut être maintenu en prison plus de vingt-quatre heures, sans être officiellement informé des motifs de son emprisonnement, et plus de trois jours, sans que sa procédure ne soit engagée »), faisant évoluer de manière libérale la loi fondamentale (article 82). La référence au droit byzantin demeure la base du système judiciaire : « Les jugements seront rendus, en matière civile et criminelle, d'après les lois de nos ancêtres, promulguées par les empereurs Grecs de Byzance, d'éternelle mémoire, d'après le recueil des lois pénales, fait par la seconde assemblée nationale, et d'après les lois publiées par le gouvernement. » (article 80). Le titre proposé par la Commission, « Sur les délits et les peines », s’inspirait directement de la traduction grecque qu'avait faite Adamantios Koraïs de l’œuvre éponyme de Cesare Beccaria. Le texte de la Commission fut soumis au vote de l’Assemblée le 17 avril 1823, où il fut rebaptisé « Anthologie des Délits ». Il entra en vigueur le 1er juillet 1823. L'Anthologie des Délits ou Apanthisma (Απάνθισμα των Εγκληματικών) fut adopté pour une durée de onze ans.
La Troisième Assemblée nationale (1827) réaffirma la validité de l' Anthologie. Par conséquent, son application, sans aucun amendement, dura une décennie. L' Anthologie, en tant que texte législatif bref, ne couvrait pas tous les cas d’actes criminels ; il fut donc stipulé que le droit byzantin resterait également applicable. Plus précisément, l’introduction indique que les crimes non inclus dans l’Anthologie devaient « être jugés selon les lois des Empereurs et les lois émises par l’Administration ». Cependant, la rigueur du droit byzantin ne s’accordait pas avec les principes constitutionnels, tels que l'interdiction de la torture et le principe d'égalité devant la loi. Ainsi, dans les décrets de 1828, il fut recommandé que le code soit appliquée parallèlement aux principes de clémence et d'individualité de la peine. L’article 38 du décret du 15 février 1828 stipulait que les tribunaux, dans les affaires correctionnelles et criminelles, devaient juger selon l'Anthologie des Délits et avec clémence, tandis que l’article 148 du décret du 15 août 1830 indiquait que les tribunaux devaient suivre « pour les affaires criminelles l'Anthologie en vigueur, la raison, la clémence et les autres lois criminelles de l'État… »

### Élaboration du Code civil

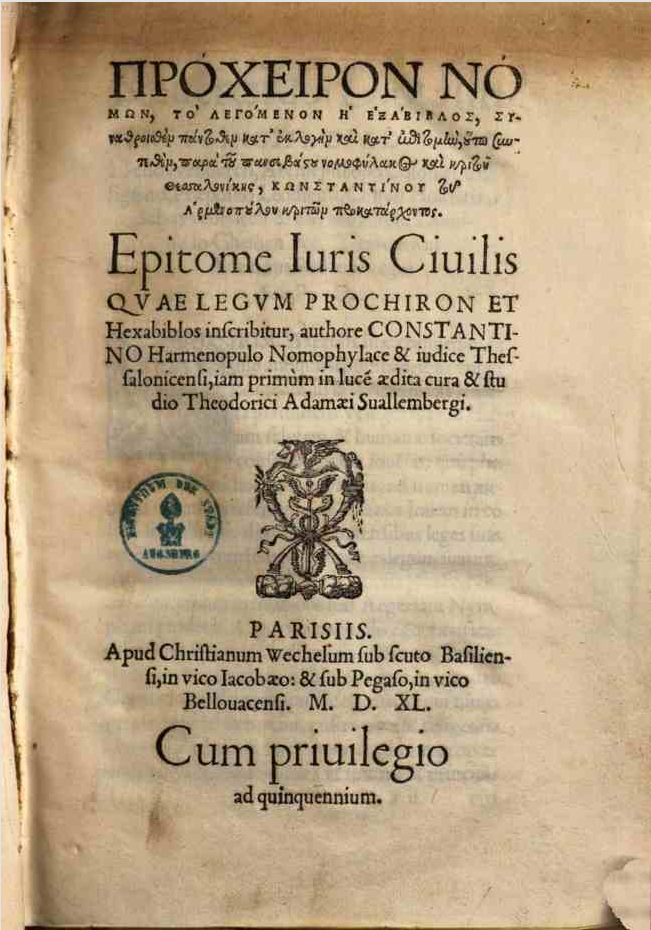
LHexabible (Εξάβιβλος), source byzantine du droit civil grec jusqu'en 1946.

L'Anthologie des Délits était prévue pour une durée de onze ans et ne connut aucune modification substantielle en dépit de ses lacunes. Le chapitre « Code des Lois » resta jusqu'en 1829 dépourvu de toute disposition relative au cumul des infractions et à la prescription, non sans créer de situations confuses dans la détermination et l'exécution de la peine en cas de cumul d'infractions. Cette carence fut corrigée par la promulgation d'une loi relative à la procédure criminelle le 6 mai 1829 par le gouvernement de Ioannis Kapodistrias. En janvier 1835, une commission législative fut réunie par le ministre de la Justice du gouvernement de la Régence — le roi Othon de Grèce étant encore mineur — dans le but de rédiger un nouveau code plus exhaustif et moderne. Cette tentative échoua et le gouvernement publia trois mois plus tard un décret officialisant la pratique juridique du droit byzantin, l'Hexabible de Constantin Harménopoulos faisant office de référence faute d'alternative.

La référence permanente au droit byzantin est d'importance puisqu'elle permet d'asseoir la légitimité politique du nouvel État grec en l'inscrivant comme État successeur de l'Empire byzantin et reléguant la période ottomane comme une période d'occupation. Pour le juriste Constantin Pitsakis, 
« Le nouvel État grec était pénétré de l'idéologie de continuité de la vie nationale depuis Byzance, de ce rattachement au passé illustre d'un Empire chrétien orthodoxe, dont le souvenir a été toujours vivant chez la population pendant la domination ottomane. La Grèce se croyait tout simplement l'héritière naturelle, au moins sur le plan culturel et sentimental, de la tradition d'un Empire supranational sans aucun doute, mais de langue et de culture fondamentalement grecques. » 
Trois tentatives eurent lieu par la suite pour doter la Grèce d'un véritable code civil unifié, mais toutes (1856, 1866-1874 et 1910) n'aboutirent pas en raison de la longueur des travaux des commissions mises en place. Une partie des juristes de l'époque à l'instar de Paul Calligas critiquaient l'Hexabible comme manuel de droit rédigé pour des juristes de droit privé de l'époque médiévale et étant de piètre qualité en comparaison des autres recueils de lois byzantines. Aussi, une partie de ces juristes en appelaient à revenir aux autres textes fondamentaux du droit byzantin comme les Basiliques (τὰ Βασιλικά) rédigés au IXe siècle et surtout le Corpus juris civilis de Justinien. Les magistrats grecs appliquaient le droit justinien sous l'influence juridique allemande de l'école pandectiste. S'appliquaient alors en Grèce un droit byzantin mixte, inspiré de l'Hexabible et du Digeste de Justinien, soit une partie du Corpus juris civilis. Bien que le droit civil allemand exerça une influence prééminente en Grèce, aucune tentative de constituer un code civil sur le modèle du Code allemand de 1900 n'aboutit.
Malgré les efforts de modernisation menés par le Premier Ministre Charilaos Trikoupis dans les années 1880 sur le plan économique et institutionnel, aucune tentative de codifier et unifier le droit civil n'a lieu. La commission de 1874 avait faite des propositions concrètes mais son inspiration du Code Napoléon était jugée trop dangereuse, trop libérale pour le pouvoir. Au fur et à mesure que la Grèce s'agrandissait, le droit civil mixte byzantin coexistait pourtant avec d'autres codes civils locaux : les codes civils des Îles Ioniennes, rétrocédées à la Grèce en 1864, celui de Samos en 1912 et celui de Crète en 1913, ce qui faisait pas moins de quatre traditions juridiques au sein d'un même pays.

### Code civil de 1946
Le gouvernement du libéral Eleftherios Venizélos revenu au pouvoir en 1930 proposa l'unification et la codification des lois civils du Royaume. Les travaux de la Commission aboutirent à un texte unique mais pas à une uniformisation des différents codes appliqués ; le gouvernement suivant de Ioannis Metaxás acheva finalement la rédaction d'un code unique, qui fut adopté par le Parlement en 1940 pour entrer en vigueur le 1er juillet 1941. Le déclenchement de la Seconde Guerre mondiale retarda son application. Le Code civil hellénique entra en vigueur le 23 février 1946. L'Italie rétrocéda le Dodécanèse à la Grèce en 1947 conformément au traité de Paris : la région, qui appliquait jusqu'alors le droit civil italien, changea pour appliquer le nouveau Code civil grec.

## Dispositions

### Principes généraux
Le Code civil grec est structuré en cinq livres, chacun traitant de domaines juridiques distincts. Le premier livre, « Principes généraux », établit des concepts fondamentaux tels que la capacité juridique, les transactions, les délais et l'exercice des droits. Il comprend également des dispositions sur le droit international privé, notamment la capacité juridique des étrangers en Grèce. Il couvre les concepts de base applicables dans l’ensemble du Code :
- Capacité juridique : Il définit les conditions pour qu'une personne soit juridiquement capable de faire valoir ses droits ou de contracter des obligations. Les règles de majorité, de capacité de discernement et de capacité à agir sont précisées.
- Transactions juridiques : Ce chapitre traite des règles concernant la formation, la validité, et les vices de consentement dans les transactions, comme l’erreur, le dol, ou la violence.
- Délais et prescription : Le livre couvre les délais de prescription, permettant de fixer des limites de temps pour l’exercice de droits ou l’extinction de certaines obligations.
- Droit international privé : Il inclut des dispositions spécifiques pour les cas impliquant des éléments étrangers, par exemple la capacité juridique des étrangers en Grèce, les conflits de lois, et les règles applicables en fonction des nationalités ou lieux de résidence des parties.

### Droits des contrats
Le deuxième livre, « Droit des contrats », traite des obligations, générales et spécifiques. Des principes généraux tels que l'autonomie de la volonté, la bonne foi et la protection des parties les plus faibles sous-tendent les relations contractuelles. Des dispositions spécifiques couvrent divers contrats tels que la vente, l'échange, l'emploi et le prêt. Il comprend :
- Obligations générales : Les règles générales concernent les éléments fondamentaux d'un contrat, comme le consentement, l'objet, et la cause, ainsi que les conditions de nullité d’un contrat.
- Principes de bonne foi et d’équité : L'autonomie de la volonté des parties est respectée, mais elle est limitée par des principes de bonne foi, de loyauté, et d’équité, surtout pour protéger les parties plus vulnérables.
- Contrats spécifiques : Il contient des règles pour divers types de contrats, comme la vente, l'échange, l’emploi, le prêt, le mandat, le dépôt, etc. Chaque contrat a ses propres exigences et conséquences juridiques, adaptées à sa nature.
- Responsabilité contractuelle : En cas de non-respect d'un contrat, des règles précisent la réparation des dommages, ainsi que les obligations et recours en cas de non-exécution, de retard ou de mauvaise exécution.

### Droits de la propriété
Le troisième livre, « Droit de la propriété », régit les droits de propriété, notamment la propriété, les servitudes, le gage et l'hypothèque. La possession, bien que n'étant pas un droit formel, est également abordée. La propriété est définie comme un droit exclusif de jouir, d’user et de disposer d’un bien, sous réserve de certaines limitations prévues par la loi (comme les lois d’urbanisme ou de protection de l’environnement).

### Famille
Le quatrième livre, « Droit de la famille », régit les relations familiales, englobant le mariage, le divorce, la parenté, les droits parentaux, la tutelle, l'adoption et les techniques de reproduction assistée. Il reflète l'influence de la tradition et de l'Église orthodoxe tout en intégrant des réformes modernes. Le Code prévoit les conditions de formation du mariage civil ou religieux, les droits et devoirs des époux, et les conditions de dissolution par le divorce (comme le divorce par consentement mutuel ou pour faute). Les relations de parenté sont définies, incluant la filiation biologique et adoptive. Les droits et responsabilités des parents envers leurs enfants mineurs, comme la garde, la tutelle, et les obligations d’entretien, sont également couverts. Le livre intègre désormais des dispositions pour les technologies modernes de procréation assistée, comme la FIV,.

### Héritage et successions
Le cinquième livre, « Droit des successions », énonce les règles de transfert des biens après le décès d'une personne. Il couvre à la fois la succession testamentaire et ab intestat, assurant la distribution ordonnée des biens.